# Ashleigh McIvor
Ashleigh McIvor (Vancouver, 15 settembre 1983) è un'ex sciatrice freestyle canadese, specialista dello ski cross.

## Biografia
In Coppa del Mondo ha esordito il 25 ottobre 2004 a Saas-Fee, salendo subito sul podio (2ª), e ha ottenuto la prima vittoria il 9 gennaio 2010 a Les Contamines.
In carriera ha partecipato a un'edizione dei Giochi olimpici invernali, Vancouver 2010 (vincendo la medaglia d'oro nello ski cross), e ad una dei Campionati mondiali (vincendo la medaglia d'oro nello ski cross a Inawashiro 2009).
Nel 2013 ha sposato l'ex calciatore statunitense Jay DeMerit.

## Palmarès

### Olimpiadi
- 1 medaglia:
  - 1 oro (ski cross a Vancouver 2010)

### Mondiali
- 1 medaglia:
  - 1 oro (ski cross a Inawashiro 2009)

### Coppa del Mondo
- Miglior piazzamento in classifica generale: 7ª nel 2010.
- 11 podi:
  - 1 vittoria;
  - 7 secondi posti;
  - 3 terzi posti.

#### Coppa del Mondo - vittorie
| Data           | Luogo          | Paese   | Disciplina |
| -------------- | -------------- | ------- | ---------- |
| 9 gennaio 2010 | Les Contamines | Francia | SX         |

Legenda:

SX = ski cross